# Jarosław Rozdrażewski
Jarosław Rozdrażewski herbu Doliwa (ur. ok. 1422, zm. 1467 lub 1468) – miecznik, później podkomorzy kaliski.

## Życiorys
Syn nieznanego bliżej Filipa Rozdrażewskiego, zmarłego w 1429 oraz Katarzyny.
W 1432 Jarosław zapisał się do Akademii Krakowskiej, oddając się prawdopodobnie pod opiekę swego krewnego, przyszłego krakowskiego biskupa Jana Lutkowica z Brzezia. W 1534 wydany został dokument potwierdzający Jarosławowi tytuł własności do Lutogniewa, miejscowości będącej rodowym dobrem Doliwów.
W roku 1450 lub na początku 1451 nadano mu urząd miecznika kaliskiego, a przed 9 marca 1462 – podkomorzego kaliskiego. Na początku lat 60. XV wieku położył pewne zasługi królowi Kazimierzowi Jagiellończykowi, za zasługi te otrzymał w 1462 od króla Kazimierza tenutę na Bolesławcu k. Wielunia w wysokości 60 grzywien; tenutę tę odziedziczyli jego synowie. Był gwarantem pokoju toruńskiego 1466 roku.
Zachowały się dokumenty dowodzące wysokiego statusu majątkowego Jarosława Rozdrażewskiego: oprócz zamku w Rozdrażewie i ulokowanego w 1358 miasta (dziś wsi) Benice dysponował licznymi dobrami w sąsiedztwie, znajdującymi się w ówczesnym powiecie pyzdrskim. W 1462 na podstawie dokumentu króla Kazimierza Jagiellończyka wystawionego 13 kwietnia 1450 w Radziejowie przenoszącego część wsi znajdujących się dotąd w powiecie kaliskim do powiatu pyzdrskiego doprowadził do usankcjonowania tej decyzji przed sądem ziemskim w Kaliszu. Dzięki temu udało mu się uzyskać spójną podległość prawną (sądową i podatkową) swoich dóbr.
Po raz ostatni w zachowanych dokumentach Jarosław Rozdrażewski wzmiankowany jest 19 maja 1467 w dokumentach sejmu w Piotrkowie, gdzie jest jednym z gwarantów zawartego w poprzednim roku pokoju toruńskiego. Inne dokumenty wskazują, że 5 lipca 1468 już nie żył.
Jarosław Rozdrażewski ożenił się z Jadwigą i był ojcem Jana (zm. po 1475), Mikołaja, Anny, Doroty i Jadwigi.